# 362
362（三百六十二、さんびゃくろくじゅうに）は自然数、また整数において、361の次で363の前の数である。

## 性質
- 362 は合成数であり、約数は 1, 2, 181 と 362 である。
  - 約数の和は546。
- 115番目の半素数である。1つ前は361、次は365。
- 各位の和が11になる34番目の数である。1つ前は353、次は371。
- 各位の平方和が平方数になる39番目の数である。1つ前は340、次は366。(オンライン整数列大辞典の数列 A175396)
32 + 62 + 22 = 49 = 72
- 362 = 12 + 192
  - 異なる2つの平方数の和で表せる109番目の数である。1つ前は360、次は365。(オンライン整数列大辞典の数列 A004431)
  - 362 = 192 + 1
    - n = 2 のときの 19n + 1 の値とみたとき1つ前は20、次は6860。
    - n = 19 のときの n2 + 1 の値とみたとき1つ前は325、次は401。(オンライン整数列大辞典の数列 A002522)
- 362 = 32 + 82 + 172 = 42 + 112 + 152 = 52 + 92 + 162 = 72 + 122 + 132
  - 3つの平方数の和4通りで表せる27番目の数である。1つ前は353、次は363。(オンライン整数列大辞典の数列 A025324)
  - 異なる3つの平方数の和4通りで表せる15番目の数である。1つ前は321、次は365。(オンライン整数列大辞典の数列 A025342)
- 桁の調和平均が3になる10番目の数である。1つ前は333、次は424。(オンライン整数列大辞典の数列 A062181)
例．3/1/3 + 1/6 + 1/2 = 3
- n = 362 のとき n と n + 1 を並べた数を作ると素数になる。n と n + 1 を並べた数が素数になる43番目の数である。1つ前は350、次は368。(オンライン整数列大辞典の数列 A030457)
- 362 = 16 × 25 − 20 × 23 + 5 × 2
  - x = 2 のときの チェビシェフ多項式T5(x) = 16x5 − 20x3 + 5x の値とみたとき1つ前は1、次は3363。(オンライン整数列大辞典の数列 A243131)

## その他 362 に関連すること
- 西暦362年
- 年始から数えて362日目は12月28日、閏年は12月27日。
- スカパー!のCh362は、ホームドラマチャンネル。
- 伊号第三六二潜水艦は、大日本帝国海軍の潜水艦。
- モフェット(USS Moffett, DD-362)は、アメリカ海軍の駆逐艦。
- ロルフ(USS Rolf, DE-362)は、アメリカ海軍の護衛駆逐艦。
- ガヴィナ(USS Guavina, SS/SSO/AGSS/AOSS-362) は、アメリカ海軍の潜水艦。